# Cubanicuilco
Cubanicuilco är en ort i Mexiko.   Den ligger i kommunen Los Reyes och delstaten Veracruz, i den sydöstra delen av landet, 230 km öster om huvudstaden Mexico City. Cubanicuilco ligger 2 071 meter över havet och antalet invånare är 432.
Terrängen runt Cubanicuilco är kuperad västerut, men österut är den bergig. Runt Cubanicuilco är det ganska tätbefolkat, med 93 invånare per kvadratkilometer. Närmaste större samhälle är Rafael Delgado, 17,9 km norr om Cubanicuilco. I omgivningarna runt Cubanicuilco växer i huvudsak blandskog.